# Billy Redden
Pour les articles homonymes, voir Redden (patronyme).
Billy Redden est un acteur américain né en 1956 dans le comté de Rabun aux États-Unis. Il est surtout connu pour son rôle de garçon de montagne dans le film de 1972, Délivrance dans lequel il interprète Lonnie, un adolescent dans le Nord de la Géorgie, qui a joué au banjo le célèbre Dueling Banjos avec Drew Ballinger (Ronny Cox).

## Biographie
Redden est né le 13 octobre 1956 à Rabun County, dans l'État de Géorgie.
À l'âge de quinze ans, il a été découvert par Lynn Stalmaster, qui était à la recherche d'un personnage pour le film Délivrance. Stalmaster a recommandé Redden au réalisateur John Boorman, bien que Redden ne soit pas un enfant albinos comme Boorman l'avait demandé et Redden a été choisi pour le rôle de l'adolescent au banjo. Après Délivrance, Redden a été impliqué dans le film Blastfighter de Lamberto Bava en 1984. Le film a été enregistré dans et autour de Clayton, en Géorgie, et beaucoup de gens s'en souviennent comme d'un mélange de Deliverance et First Blood. Redden est ensuite apparu dans le film Big Fish de Tim Burton en 2003. Burton avait l'intention d'obtenir Redden, car il voulait qu'il joue le rôle d'un welcomer jouant du banjo dans la ville utopique de Spectre. Burton a localisé Redden à Clayton, où il était copropriétaire du Cookie Jar Café et y travaillait comme cuisinier et plongeur. En 2009, Redden a de nouveau joué son rôle habituel (l'homme au banjo) dans le film Outrage: Born in Terror d'Ace Cruz.

## Autour du filmDélivrance
- Du fait de sa frêle silhouette, son front large et ses yeux en amandes, Redden fut un acteur de choix pour représenter, selon John Boorman, le « typique enfant consanguin, du fond des bois. »

- Redden ne sachant pas jouer du banjo, une chemise spécifique fut confectionnée, qui permettait à un vrai joueur de banjo , caché derrière lui, de jouer de l'instrument. La scène devait toutefois être tournée selon des angles de caméra soigneusement choisis, qui tout en occultant le joueur, dont les bras ont été glissés autour de la taille de Redden, offriraient un réalisme acceptable.

- En 2012, 40 ans après la sortie de Délivrance, Redden a été interviewé en association avec un documentaire, The Deliverance of Rabun County (2012). Il a exploré les sentiments des gens du comté de Rabun quatre décennies plus tard à propos du film de 1972. Redden a déclaré que bien que Délivrance ait été la meilleure chose qui lui soit arrivée, il n'a jamais vu beaucoup d'argent du film :

« J'aimerais avoir tout l'argent que je pensais gagner avec ce film. Je ne travaillerais pas chez Walmart pour le moment. Et j'ai du mal à joindre les deux bouts. »

- Notant que certains habitants se sont opposés aux stéréotypes du film, Redden a déclaré que les habitants du comté de Rabun étaient de bonnes personnes :

« Nous ne sommes pas un mauvais peuple ici, nous sommes un peuple aimant. Le comté de Rabun est une très bonne ville. C'est paisible, il n'y a pas beaucoup de crime, juste une vraie ville paisible. Tout le monde s'entend à peu près avec tout le monde. »

## Filmographie
- 1972 : Délivrance (Deliverance) - Lonnie
- 1984 : Blastfighter - Banjo Man
- 2003 : Big Fish - Banjo Man
- 2009 : Outrage (en) - Banjo Man